# Hanomag-Henschel
La Hanomag-Henschel-Fahrzeugwerke GmbH (HHF) fu un costruttore di veicoli commerciali con sede a Hannover, nato nel 1969 dalla fusione della Hanomag e Henschel & Sohn. Dopo la fusione la HHF venne acquisita dalla Daimler-Benz AG e il marchio Hanomag-Henschel venne cessato dal 1974. I prodotti fabbricati successivamente vennero venduti a marchio Mercedes-Benz fino all'anno 1978.

## Storia

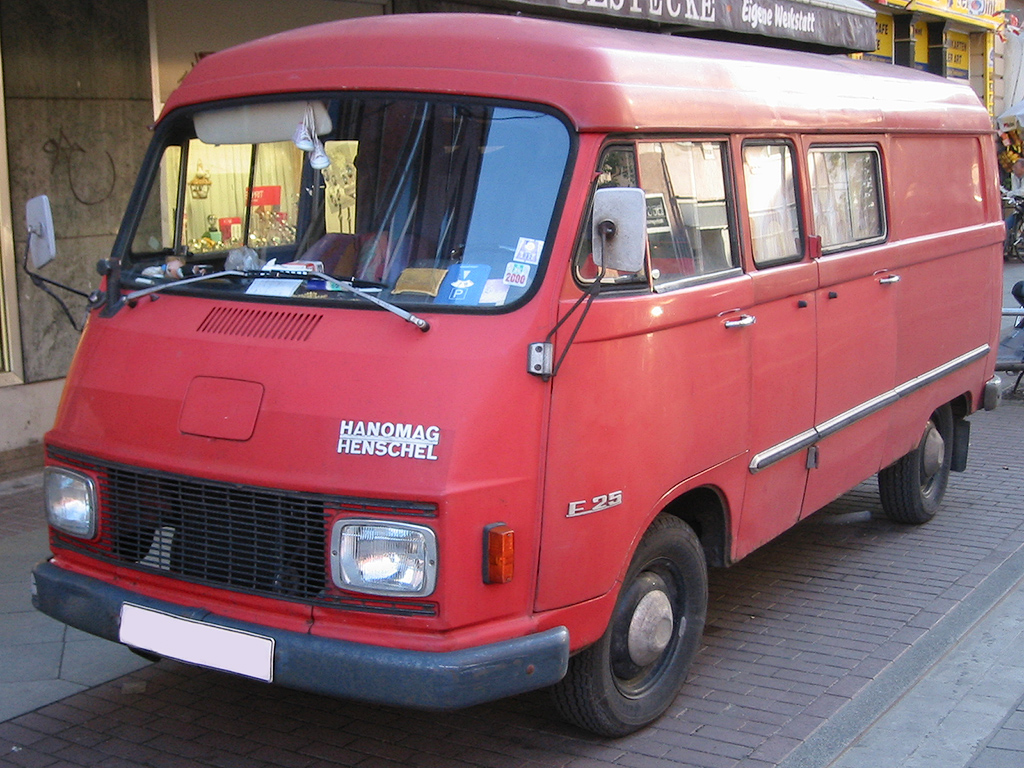
Harburger Transporter della Hanomag …

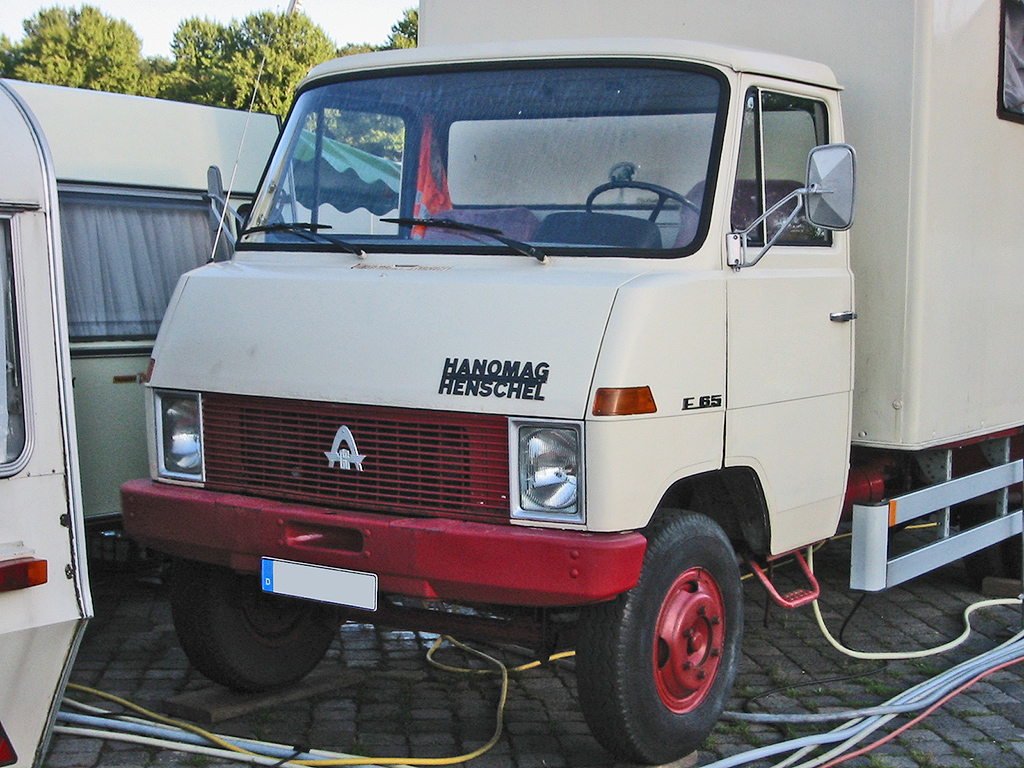
… ovvero la serie F (qui un F 65; il logo Rheinstahl-Hanomag sulla calandra).

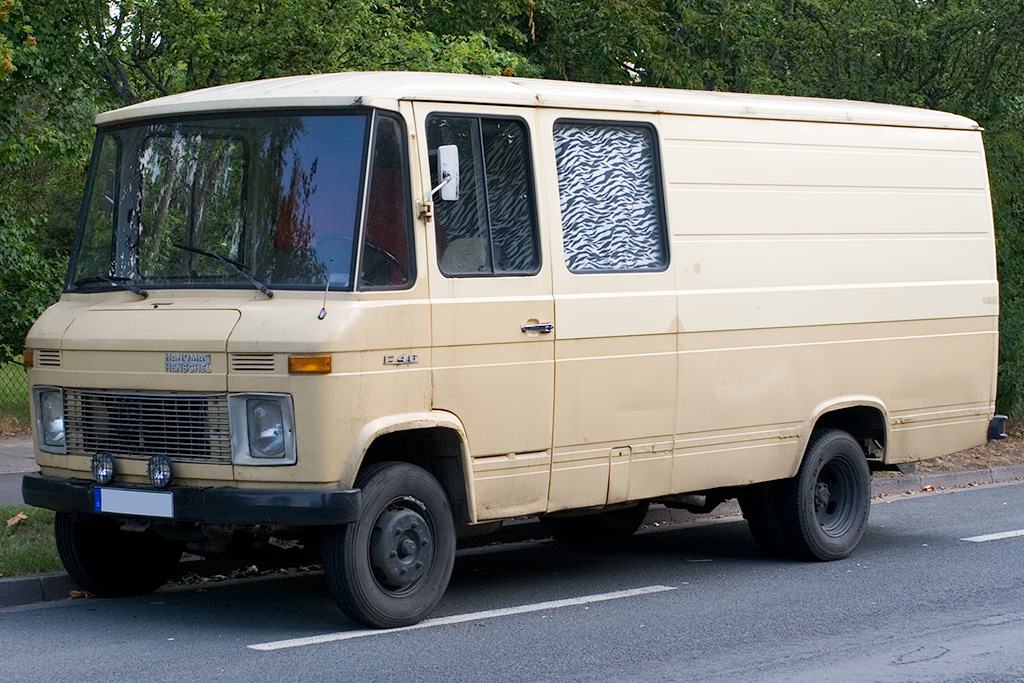
Düsseldorfer Transporter, già della Mercedes-Benz, fu dal 1970 al 1974 fabbricato dalla Hanomag-Henschel.

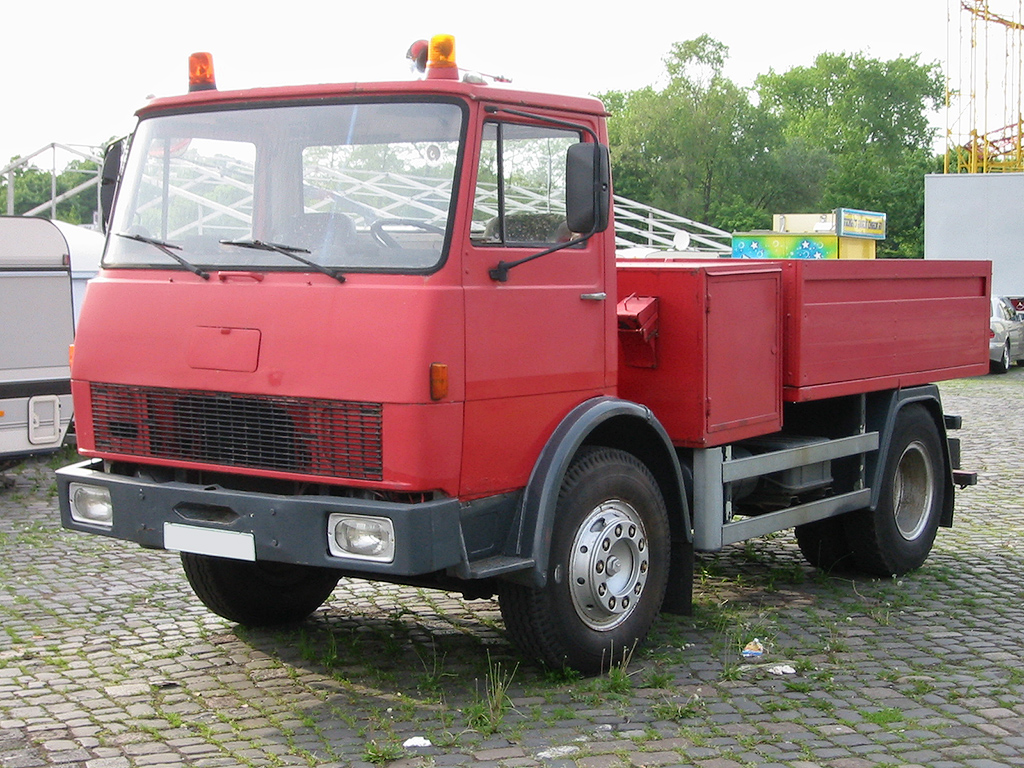
Il veicolo medio Hanomag-Henschel fu della Henschel …

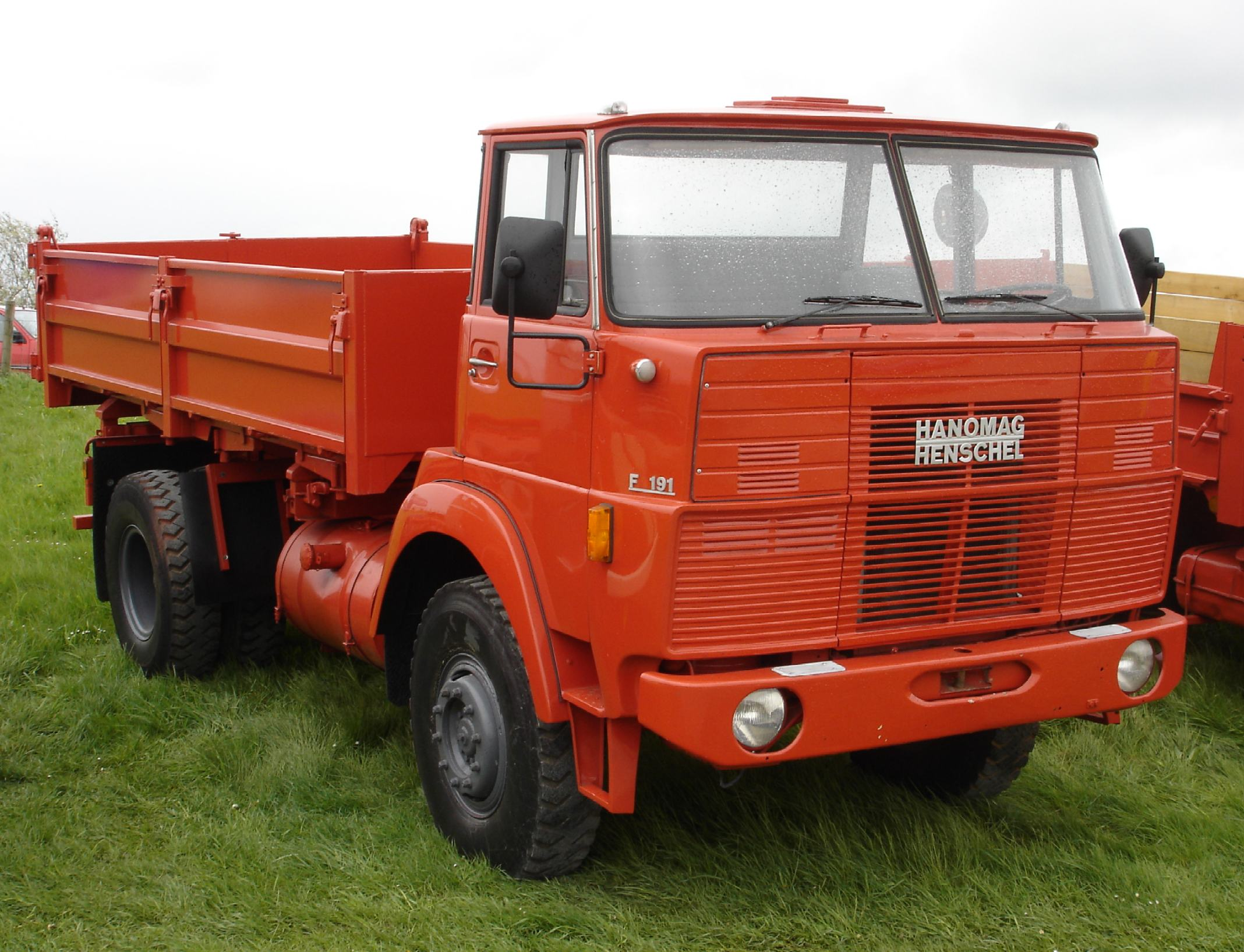
… ovvero il pesante a cabina avanzata…

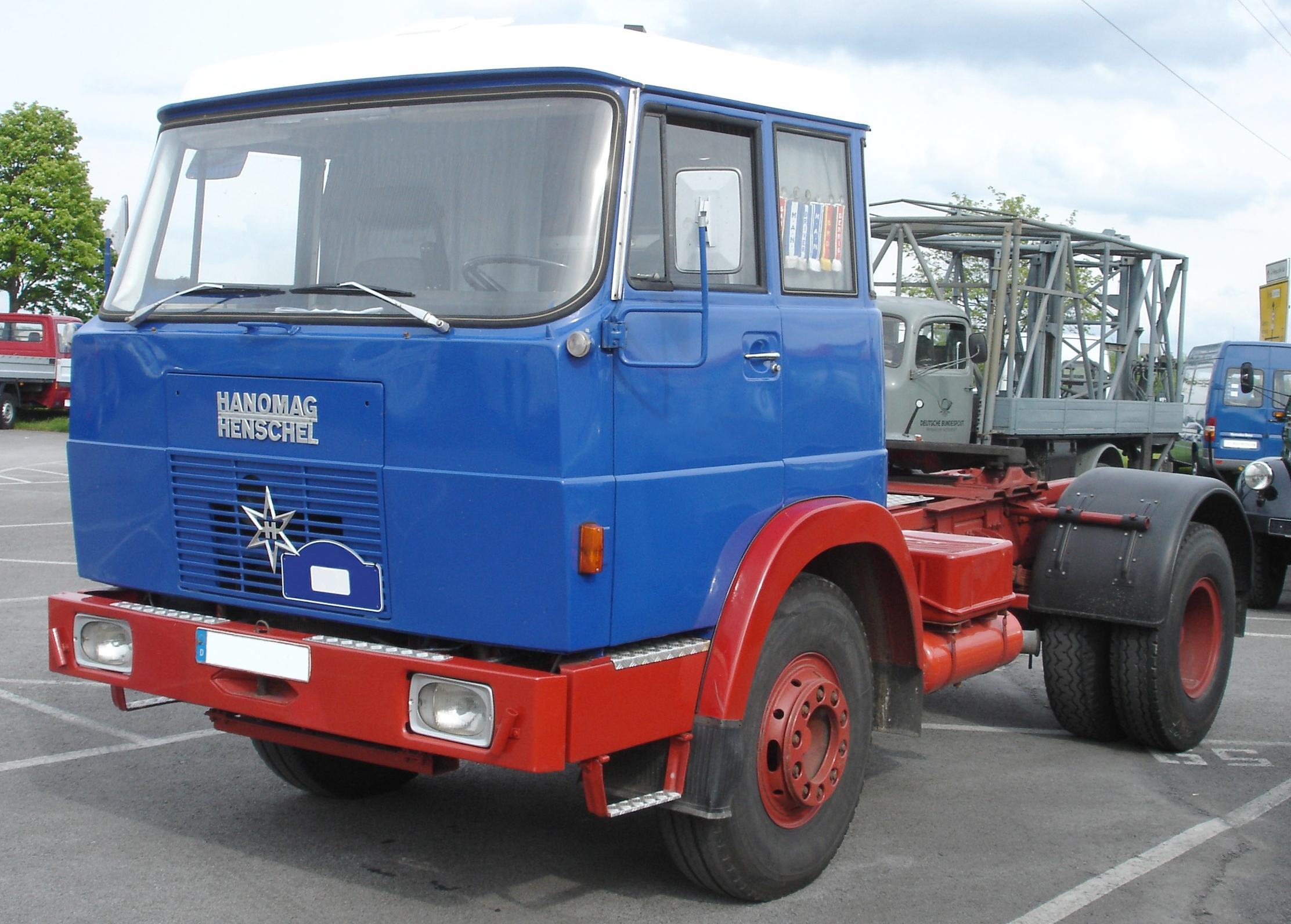
… anche con frontale liscio e calandra stretta …

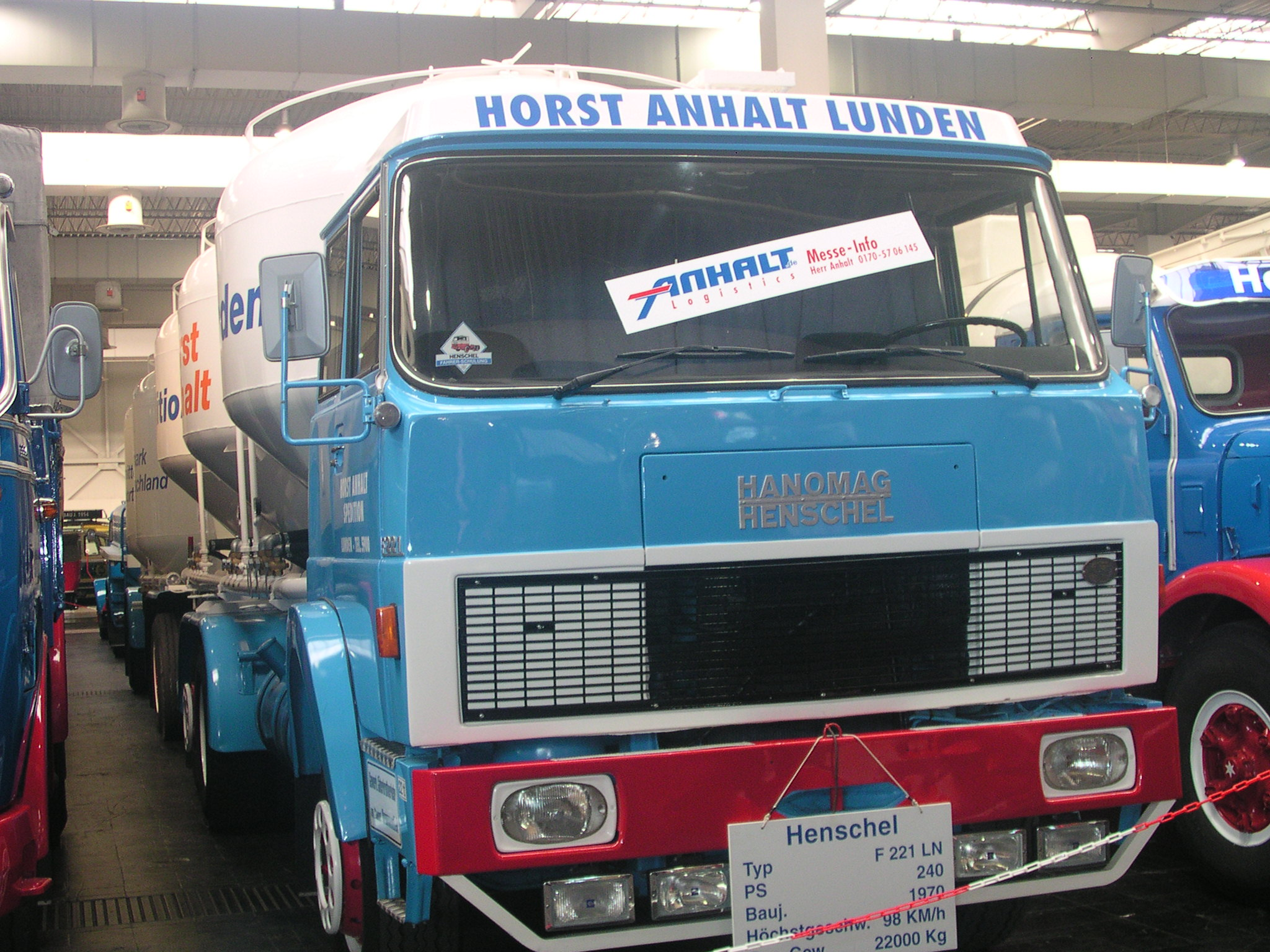
… anche con frontale liscio e calandra larga.

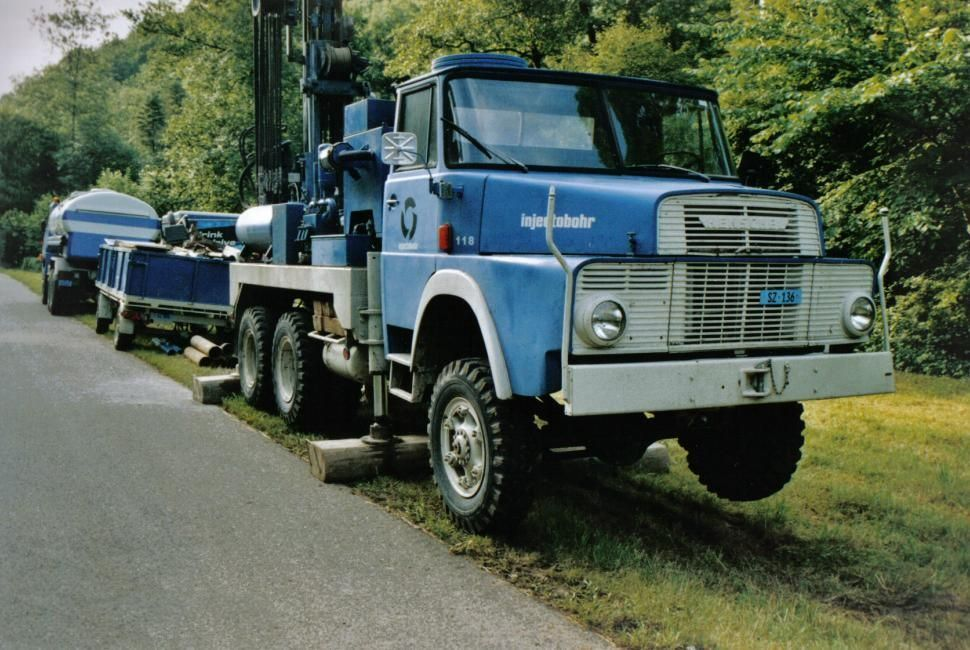
Un Hanomag-Henschel Haubenwagen già della Henschel.

### Nascita
La Hanomag di Hannover, attiva dal 1905, venne nel 1952 acquisita dalla Rheinischen Stahlwerke AG, seguì l'acquisizione della produzione di locomotive e veicoli commerciali della Henschel, di Kassel attiva nei veicoli dal 1925, nel 1964. Nel 1965 venne seguita dalla Tempo-Werk di Amburgo. I prodotti quindi rientravano tutti nel settore trasporti, con Hanomag attiva in costruzioni di macchine, trattori e veicoli commerciali, mentre la Henschel-Werke con locomotive e veicoli commerciali medi e pesanti.
Il primo di aprile del 1969 la Rheinstahl creò la divisione veicoli creando la Hanomag-Henschel-Fahrzeugwerke GmbH con sede a Hannover. Daimler-Benz comprò il 51% delle azioni. Daimler-Benz acquisì anche il 25% della Rheinstahl Hanomag. Partì così la produzione di autoveicoli commerciali a marchio „Hanomag-Henschel“.
Nel mercato tedesco i costruttori presentavano prodotti in settori diversi come il leggero (Borgward, Opel Blitz e Hanomag) altri con pesanti e medi (MAN Nutzfahrzeuge, Büssing AG, Magirus-Deutz e Henschel). L'unione dei due marchi Hanomag-Henschel permise di offrire tutta la gamma dal leggero al pesante fino a 26 tonnellate.

### Il veloce epilogo
Problemi finanziari della Rheinstahl fecero sì che la neonata società venisse venduta alla fine del 1970 per 140 mln. DM alla Daimler-Benz AG.
L'ultimo veicolo prodotto a marchio Hanomag-Henschel fu del 1974. La Rheinstahl-Hanomag vendette la fabbrica di Hannover-Linden alla svedese Volvo, con lo smantellamento nel 1973. Nel 1978 la Hanomag-Henschel-Fahrzeugwerke GmbH venne fusa nella Daimler-Benz AG. A Kassel continuò la produzione di veicoli Mercedes-Benz fino al 1980.

## Prodotti
I prodotti Hanomag-Henschel coprirono tutte le gamme di veicoli commerciali con un numero dal 1969 al 1975 di circa 230.000 veicoli.

### Harburger Transporter
Il Harburger Transporter fu un veicolo leggero della Hanomag e risalente al Tempo Matador della Vidal & Sohn Tempo-Werk, del 1963. Nel 1967 venne rinominato Hanomag F 20, F 25, F 30 e F 35. Dal 1969 a marchio Hanomag-Henschel. Fu costruito fino al 1978 dalla Daimler-Benz.

### Serie F
La serie leggera e media fu la Serie F della Hanomag-Henschel. Fu sviluppata nel 1967 da Louis Lucien Lepoix. Sotto il marchio Hanomag-Henschel fu designata F 45, F 46, F 55, F 65, F 66, F 75, F 76 e F 86. terminò già nel 1973 a Brema, ma con grande successo commerciale. L'austriaca Steyr acquisì i diritti di costruzione con leggeri cambiamenti estetici.

### Mercedes-Benz T2
Il T2 fu un grande furgone della Mercedes-Benz, che venne prodotto dal 1971 al 1974 a marchio Hanomag-Henschel. La designazione fu F 40, F 46, F 55 e F 65 e F 40 B, F 45 B e F 45-O B come minibus.

## Galleria d'immagini

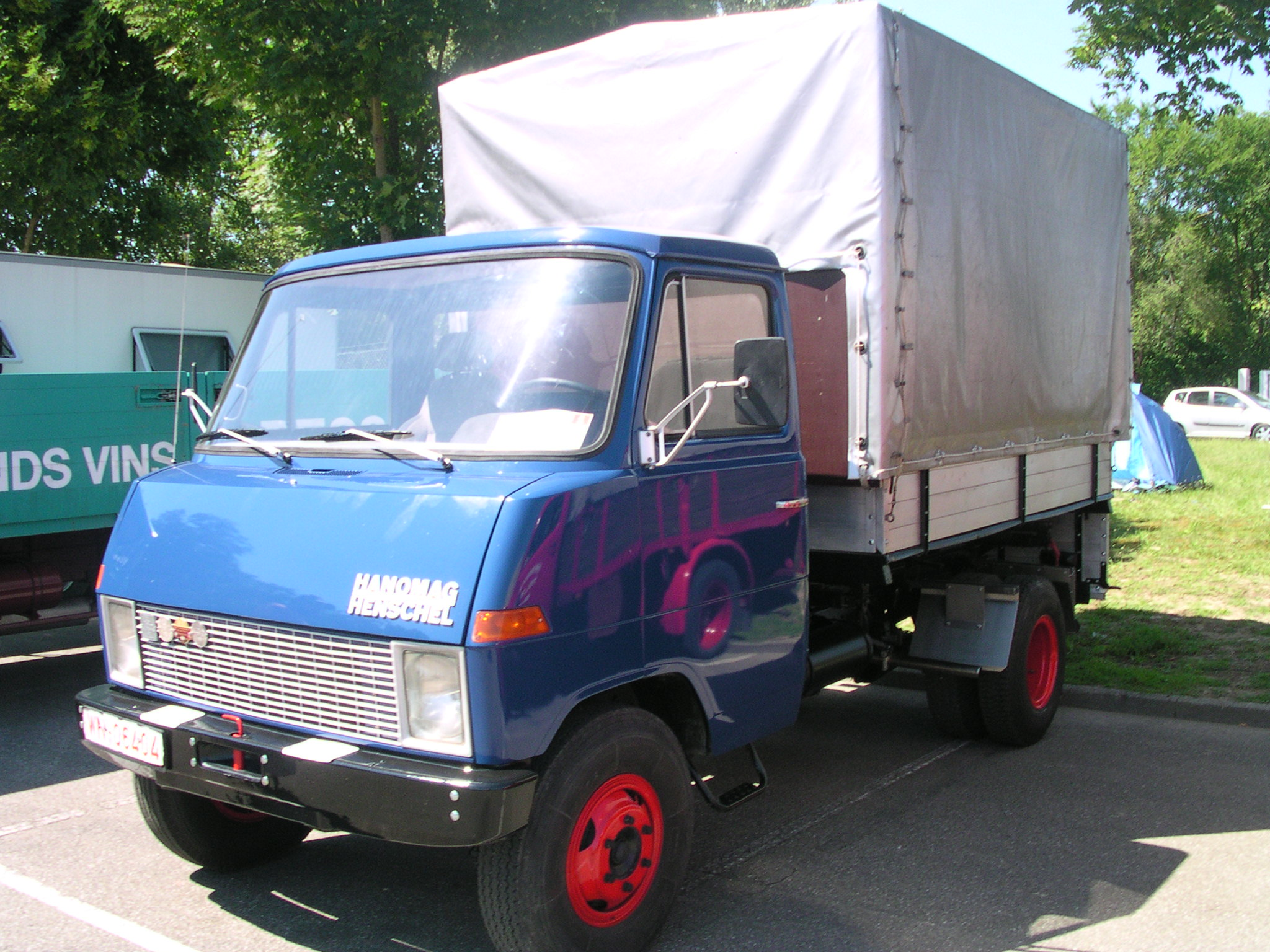
Serie F: F 55
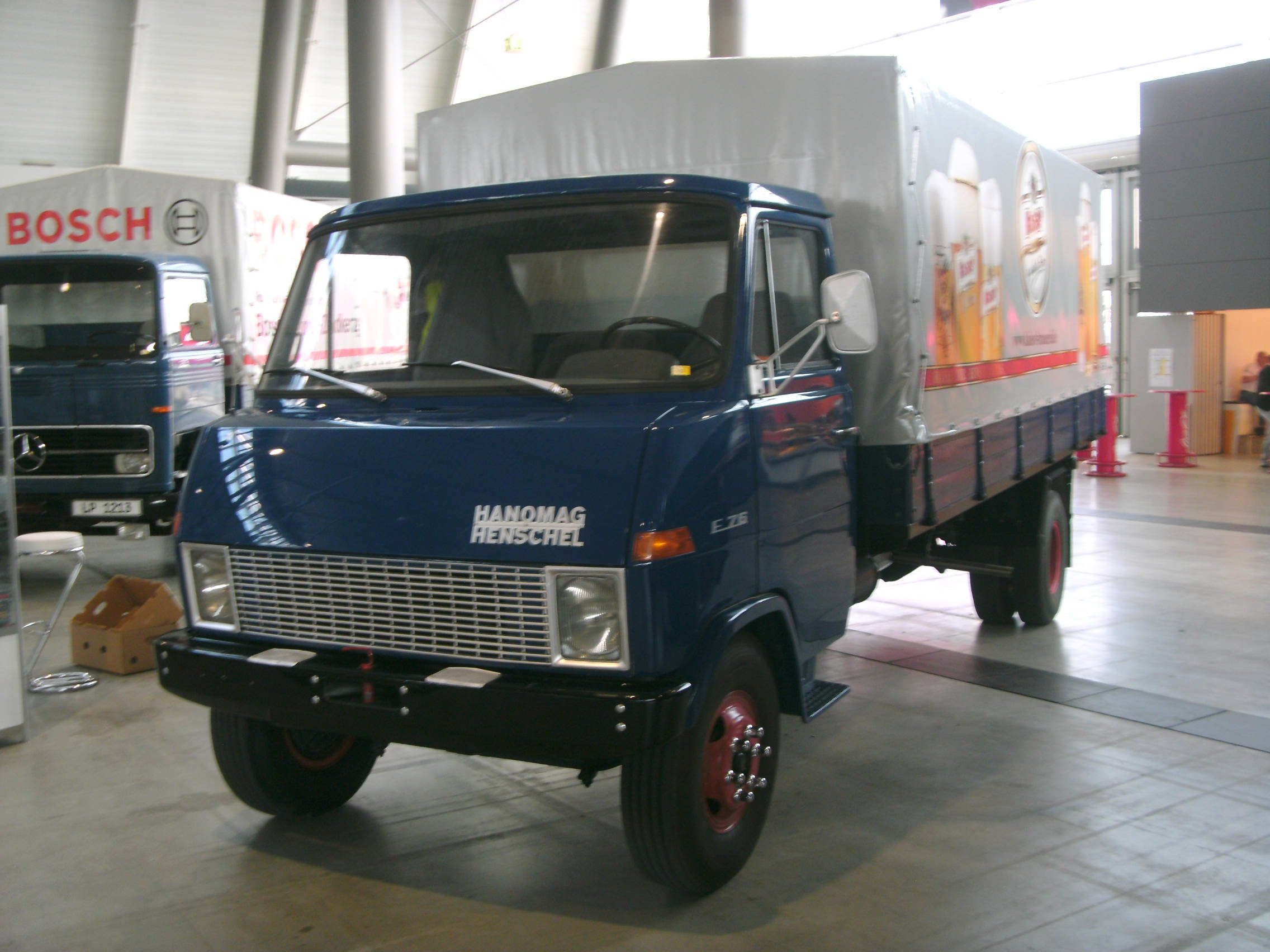
Serie F: F 76
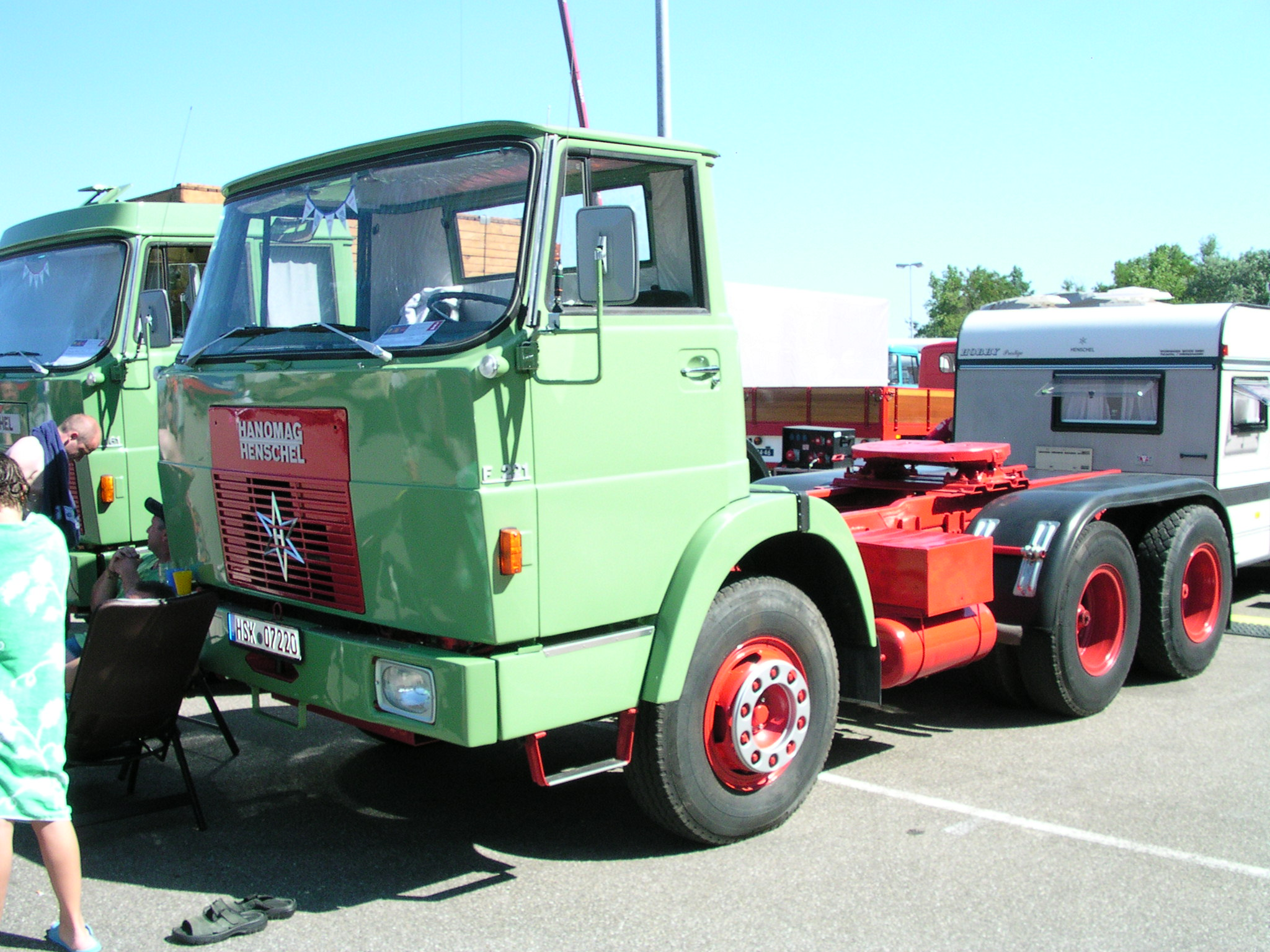
F 201 S1
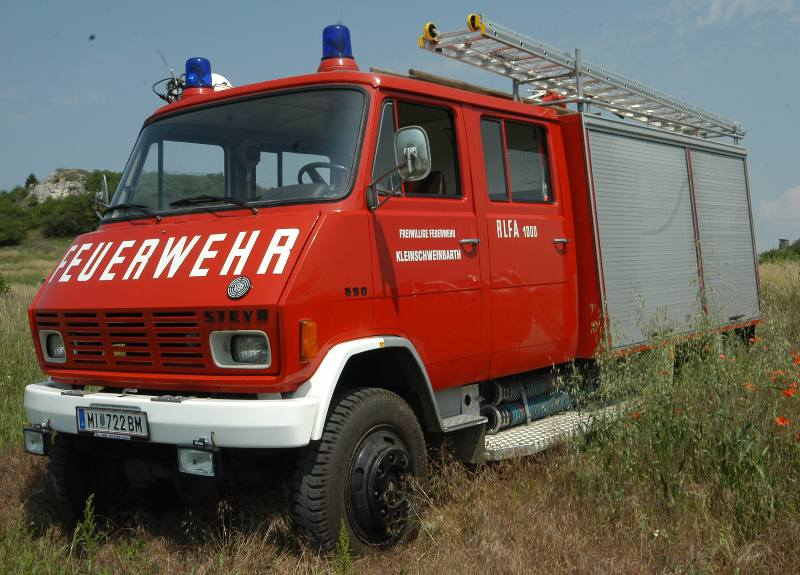
Steyr 690 con cabina Hanomag serie F
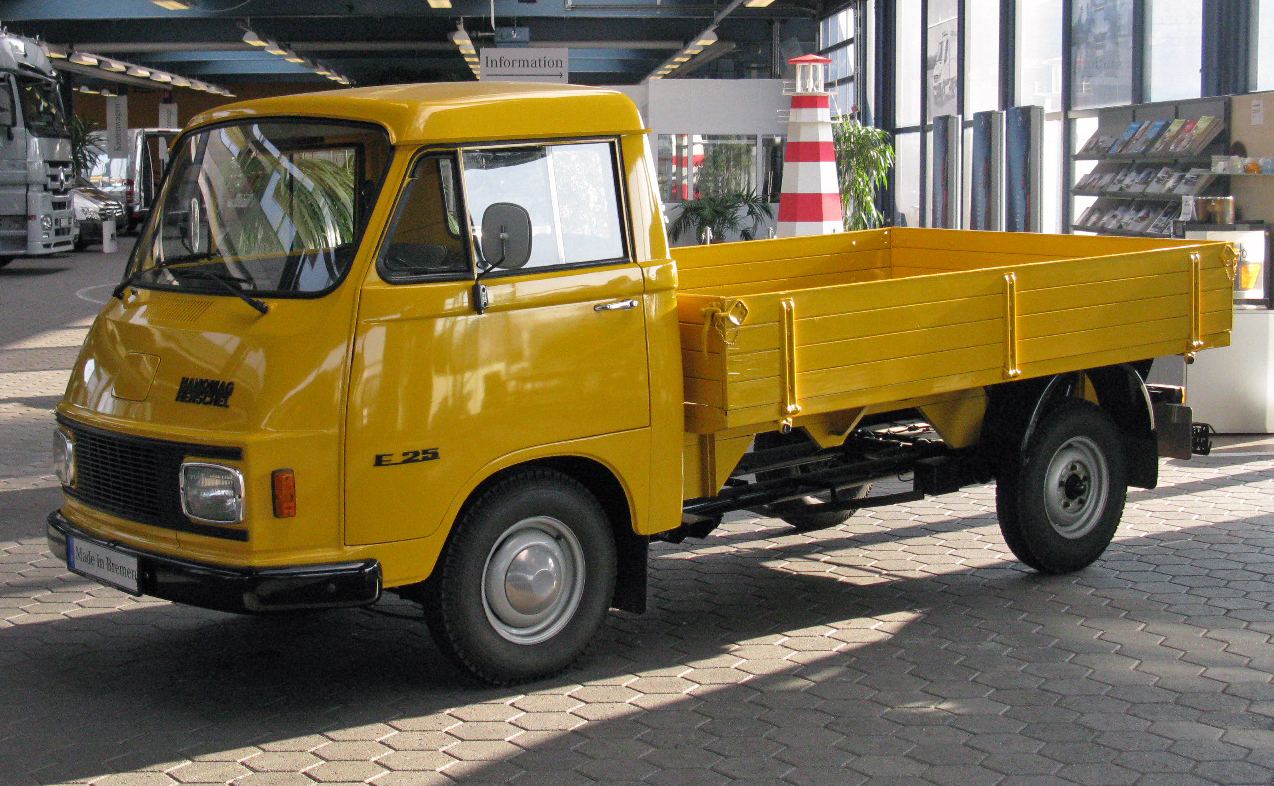
Harburger Transporter